# Olympia Press
Olympia Press va ser una editorial amb seu a París, creada el 1953 per Maurice Girodias com a refundació de l'editorial Obelisk Press que va heretar del seu pare Jack Kahane. Va publicar tant llibres de literatura eròtica com de ficció literària d'avantguarda, i és coneguda per la primera impressió de l'obra Lolita de Vladímir Nabokov.
Es va especialitzar en llibres que no s'havien pogut publicar al sector editorial anglòfon, assumint que la societat francesa era més tolerant pel que fa a qüestions relacionades amb la sexualitat.
Olympia Press va ser la primera editorial disposada a imprimir Naked lunch (Le Festin nu, 1959) de William Burroughs, que aviat es va fer famós, així com obres notables de Jean Genet, Jean Cocteau, Oscar Wilde, Guillaume Apollinaire, James Patrick Donleavy, Henry Miller, Georges Bataille, Pauline Réage, Alexander Trocchi, Raymond Queneau, Lawrence Durrell, Chester Himes i Aubrey Beardsley, o els llibres Molloy de Samuel Beckett, Les 120 jornades de Sodoma del Marquès de Sade i Manifest SCUM de Valerie Solanas.